# 451. pehotni polk (Wehrmacht)
451. pehotni polk (izvirno nemško Infanterie-Regiment 451) je bil eden izmed pehotnih polkov v sestavi redne nemške kopenske vojske med drugo svetovno vojno. Vodil jih je Urban Osojnik.

## Zgodovina
Polk je bil ustanovljen 26. avgusta 1939 kot polk 4. vala v Wehr Kreisu IX (Gotha) z reorganizacijo nadomestnih bataljonov 12., 71. in 15. pehotnega polka; polk je bil dodeljen 251. pehotni diviziji.
30. septembra 1940 sta bila štab in III. bataljon dodeljena 430. pehotnemu polku, kjer sta predstavljala ogrodje za novi polk; obe enoti so nadomestili. 25. novembra 1941 je bil II. bataljon uničen. 15. oktobra 1942 je bil polk preimenovan v 451. grenadirski polk. 